# Belarussisch-litauische Beziehungen
Die Belarussisch-litauischen Beziehungen sind das zwischenstaatliche Verhältnis zwischen Belarus (Weißrussland) und Litauen. Die bilateralen Beziehungen sind geprägt von einer langen gemeinsamen Geschichte sowie wechselvollen politischen Entwicklungen in der Neuzeit. Beide Länder waren über Jahrhunderte in einem gemeinsamen Staatswesen verbunden, gerieten anschließend unter fremde Herrschaft und erlangten erst 1990/91 erneut ihre staatliche Unabhängigkeit. Seit der Aufnahme diplomatischer Beziehungen 1992 pflegen Belarus und Litauen offizielle Kontakte und bauten in der Folgezeit eine enge politische und wirtschaftliche Kooperation auf.  In den letzten Jahren wurden die Beziehungen allerdings von politischen Spannungen überschattet – etwa durch Streitfragen um das Kernkraftwerk Belarus nahe der Grenze, die von Minsk ausgelöste Migrationskrise ab 2021 und die Zusammenarbeit von Belarus mit Russland bei der Russischen Invasion in der Ukraine 2022.

## Geschichte

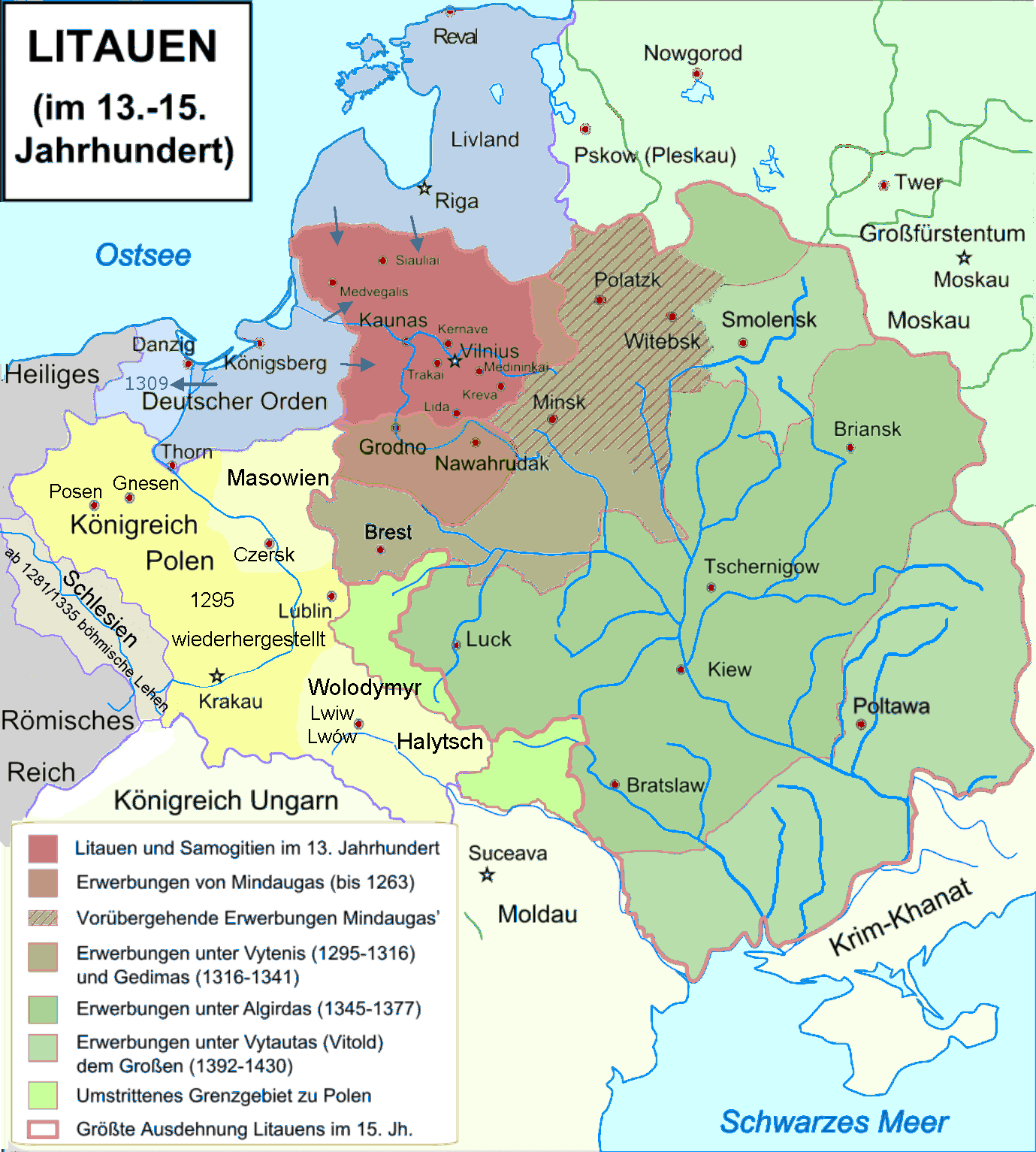
Expansion des Großfürstentum Litauen

### Polen-Litauen
Vom späten Mittelalter bis zum Ende des 18. Jahrhunderts waren die Gebiete des heutigen Belarus und Litauens Teil eines gemeinsamen Staatsgebildes – zunächst im Großfürstentum Litauen und ab 1569 in der polnisch-litauischen Adelsrepublik (Rzeczpospolita). Das Großfürstentum Litauen zählte zeitweise zu den größten Reichen Europas und umfasste weite Teile des belarussischen Siedlungsgebiets. Aus belarussischer Perspektive gilt diese Epoche oft als „Goldenes Zeitalter“, da die Kanzleisprache des Großfürstentums (das Ruthenische) von Historikern aus Belarus als eine Vorform des Alt-Belarussischen angesehen wird. In der multiethnischen polnisch-litauischen Union spielten sowohl litauische als auch ruthenisch-belarussische Adelige und Kulturschaffende eine wichtige Rolle. Dieses gemeinsame Staatswesen endete mit den Teilungen Polen-Litauens in den Jahren 1772–1795, infolge derer das Gebiet von Litauen und Belarus unter die Herrschaft des Russischen Reiches geriet.

### Russische und sowjetische Herrschaft

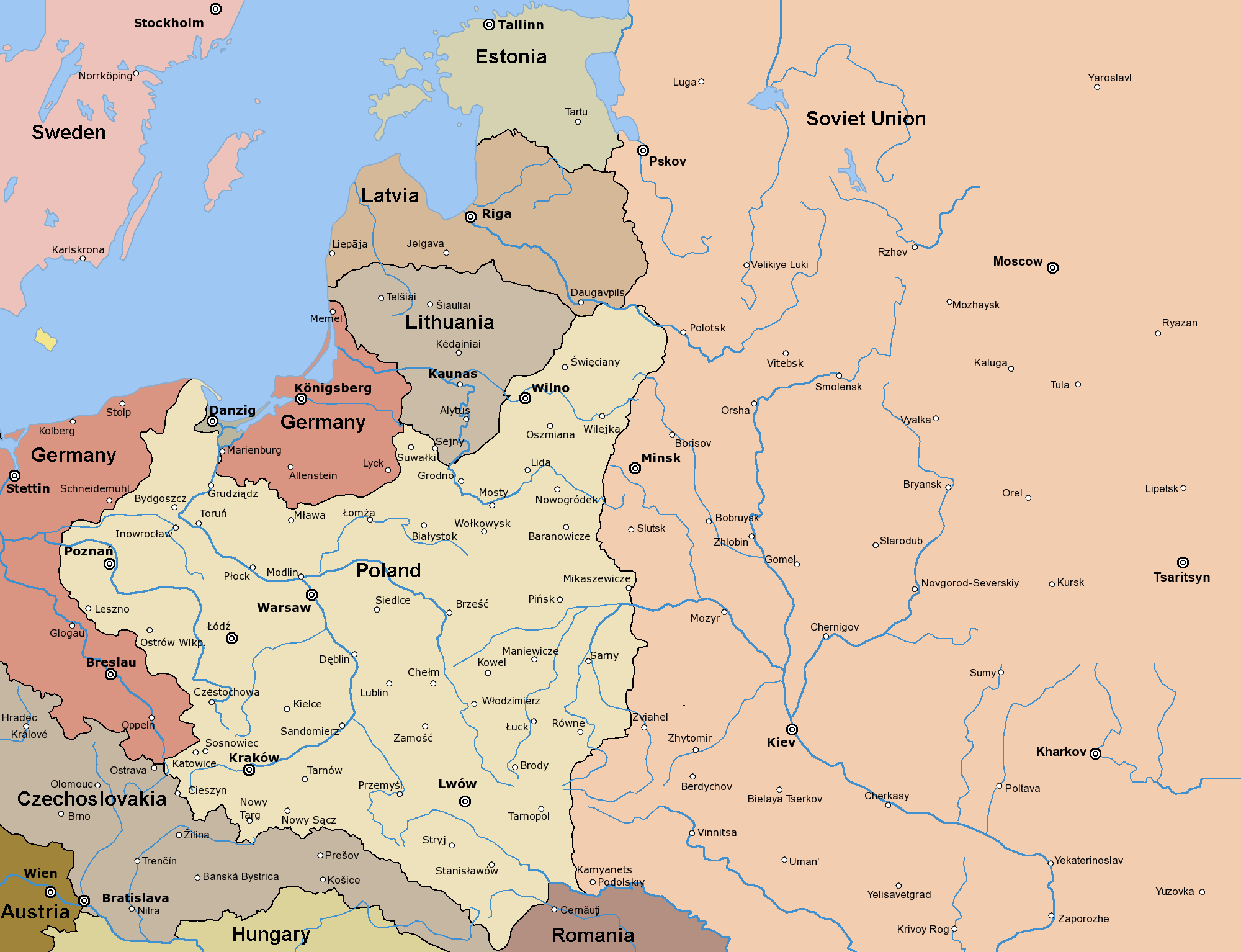
Karte Nordosteuropas nach dem Anschluss Mittellitauens an Polen 1922

Nach den Teilungen gerieten sowohl Litauer als auch Belarussen unter die Oberhoheit des Zarenreiches und waren einer Russifizierung unterworfen. Im Zuge des Ersten Weltkriegs und der Auflösung des Russischen Reiches 1917/18 versuchten beide Völker, eigene Nationalstaaten zu etablieren. Litauen erklärte 1918 seine Unabhängigkeit und konnte eine stabile Republik begründen, wohingegen die im März 1918 ausgerufene Belarussische Volksrepublik nur kurze Zeit Bestand hatte und im Zuge des Polnisch-Sowjetischen Krieges unterging. 1919 bestand für sieben Monate eine Litauisch-Weißrussische Sozialistische Sowjetrepublik als geplanter Marionettenstaat von Sowjetrussland, die allerdings keinen Bestand hatte, da Litauen im Litauisch-Sowjetischen Krieg seine Unabhängigkeit sichern konnte.
Das westliche Belarus fiel infolge des Friedens von Riga 1921 an die Zweite Polnische Republik, während der größere östliche Teil als Belarussische Sozialistische Sowjetrepublik in die Sowjetunion integriert wurde. Litauen hingegen blieb bis 1940 souverän, verlor aber seine historische Hauptstadt Wilna (Vilnius) zeitweilig an Polen (1920–1939). Im Zweiten Weltkrieg geriet Litauen dann – wie bereits Belarus – unter sowjetische Herrschaft: 1940 annektierte die UdSSR Litauen, und nach Kriegsende waren beide Länder als Unionsrepubliken Teil der Sowjetunion. Erst infolge der Zerfallserscheinungen der UdSSR erlangten Litauen (März 1990) und Belarus (August 1991) endgültig ihre staatliche Souveränität zurück.

### Beziehungen nach 1990

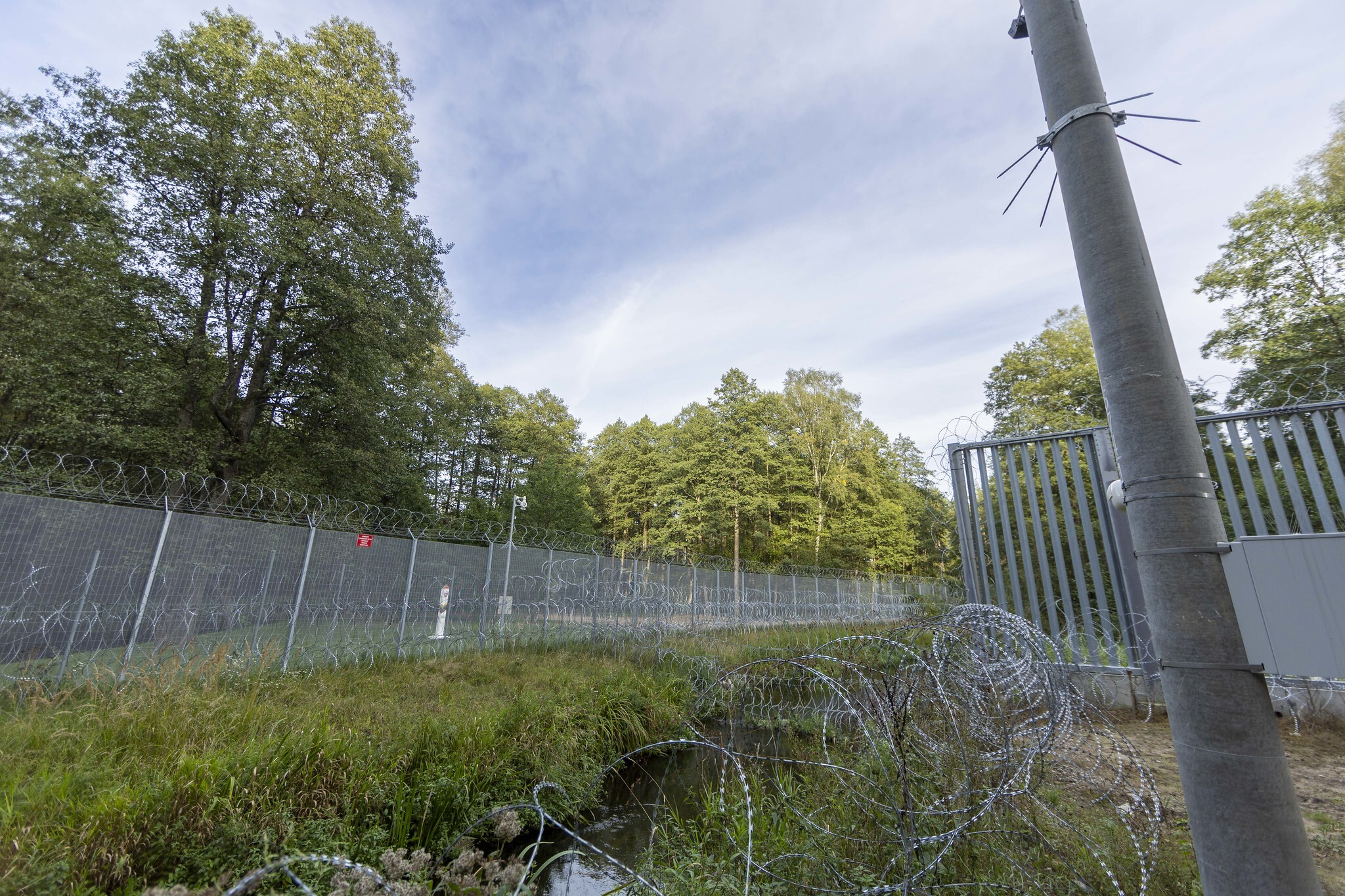
2022 errichtete Sperre an der Grenze zwischen Belarus und Litauen

Nach Wiedererlangung der Unabhängigkeit knüpften Minsk und Vilnius offiziell rasch an gute Nachbarschaft an. Litauen erkannte Belarus am 20. Dezember 1991 an, Belarus revanchierte sich am 27. Dezember 1991 und die Aufnahme diplomatischer Beziehungen erfolgte am 30. Dezember 1991. 1993 wurden gegenseitige Botschaften eröffnet und 1995 unterzeichneten beide Staaten einen umfassenden Vertrag über gute Nachbarschaft und Zusammenarbeit sowie einen Grenzvertrag zur Festlegung ihrer 679 km langen Staatsgrenze. In den 1990er und frühen 2000er Jahren fanden mehrere hochrangige Besuche statt: So reiste der belarussische Präsident Aljaksandr Lukaschenka 1995 und 1997 nach Litauen sowie nochmals 2009, während Litauens Staatspräsidentin Dalia Grybauskaitė im Oktober 2010 Minsk besuchte. Allerdings schlugen die Länder politisch unterschiedliche Wege ein. Litauen integrierte sich konsequent in EU und NATO, während Belarus unter Lukaschenka innenpolitlich autoritär blieb und sich eng an Russland band. Litauen unterstützte stets die Souveränität des Nachbarlandes und bot regimekritischen belarussischen Initiativen Zuflucht, etwa indem die exilierte Europäische Geisteswissenschaftliche Universität 2004 von Minsk nach Vilnius umsiedeln konnte.
Seit 2010 verschlechterte sich das bilaterale Klima merklich. Nach umstrittenen belarussischen Wahlen und Gewalt gegen Protestierende ging die EU – unter wesentlicher Mitwirkung Litauens – diplomatisch auf Distanz zu Minsk und erhob Sanktionen gegen Minsk. Ein Dauerkonfliktpunkt wurde das von Belarus mit russischer Hilfe errichtete Kernkraftwerk Belarus unweit der litauischen Grenze. Litauen kritisierte das Projekt wegen Sicherheitsrisiken scharf und verabschiedete ein Gesetz, das Stromimporte aus diesem AKW verbietet. Im Jahr 2020 führte die gewaltsame Niederschlagung der belarussischen Proteste nach der Präsidentschaftswahl zu einer neuen Eiszeit: Litauen nahm die Oppositionsführerin Swjatlana Zichanouskaja als politische Exilantin auf, setzte sich gemeinsam mit Polen für EU-Sanktionen gegen das Lukaschenka-Regime ein und rief einen regionalen Hilfsplan für verfolgte Belarussen ins Leben. Die Führung in Minsk beschuldigte umgekehrt Vilnius, sich in innere Angelegenheiten einzumischen, und verlangte die drastische Reduzierung der litauischen Diplomaten vor Ort, worauf beide Länder Ende 2020 ihre Botschafter zurückzogen.
Ab 2021 eskalierten die Spannungen weiter, als Belarus tausende Migranten aus Krisenregionen gezielt über die Grenze nach Litauen schleuste, um politischen Druck auf die EU auszuüben. Litauen sprach von einer „hybriden Kriegsführung“ und verstärkte seinen Grenzschutz; gemeinsam mit Nachbarstaaten wurde ein Stacheldrahtzaun errichtet und Minsk in diesem Zusammenhang vor dem Internationalen Gerichtshof verklagt. Seit der Unterstützung des russischen Angriffs auf die Ukraine 2022 durch Belarus sind die Beziehungen nahezu vollständig eingefroren. Litauen beendete bilaterale Abkommen über Zusammenarbeit, blockierte den Warenverkehr weitgehend und schloss vorübergehend Grenzübergänge. 

## Wirtschaftsbeziehungen
Trotz politischer Differenzen blieben die wirtschaftlichen Verflechtungen bis in die jüngste Zeit eng. Litauen zählt zu den wichtigsten Handelspartnern von Belarus und fungierte lange als bedeutende Transitroute für belarussische Ausfuhren. Im Jahr 2020 lag das bilaterale Handelsvolumen bei rund 1,34 Milliarden US-Dollar; Belarus exportierte Waren im Wert von etwa 1,04 Mrd. $ nach Litauen (u. a. Holz, Metallprodukte, Düngemittel, Erdölprodukte und Rapsöl), während litauische Lieferungen nach Belarus ca. 340 Mio. $ betrugen (vor allem Rohöl, Metallschrott, Gebrauchtwaren und Maschinenbauteile). Darüber hinaus ist der Dienstleistungshandel bedeutend: Belarus nutzt in großem Umfang litauische Transport- und Logistikdienste, insbesondere den Ostseehafen Klaipėda, um seine Erzeugnisse weltweit zu verschiffen. Bis 2021 wurden belarussischen Kalidünger-Exporte über Klaipėda abgewickelt, was Litauen zu einer ökonomischen Lebensader für Minsk machte. Allerdings haben die EU-Sanktionen gegen Belarus seit 2021 diese Transitwege gekappt: Die Durchfuhr von belarussischem Dünger und anderen sanktionierten Gütern via Litauen wurde eingestellt, und Minsk muss alternative Absatzrouten suchen.

## Kulturbeziehungen

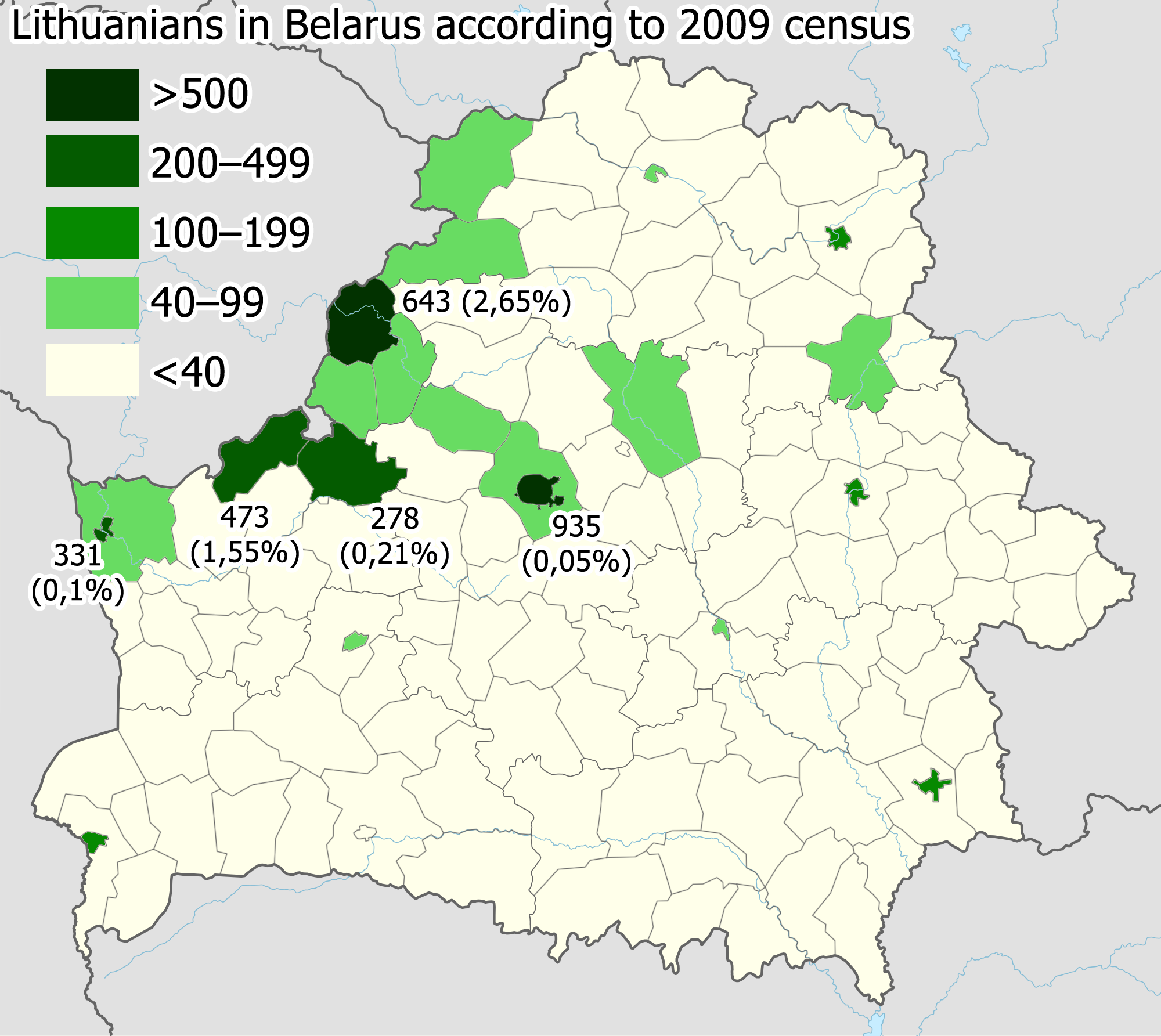
Litauer in Belarus (2009)

Trotz politischer Spannungen bleibt der kulturelle Austausch zwischen Belarus und Litauen lebendig. Die gemeinsame historische Vergangenheit – vom Erbe des Großfürstentums Litauen bis zu verwandten kulturellen Traditionen – bildet die Grundlage für vielfältige Kooperationen im Bildungs- und Kulturbereich. In Litauen lebt eine belarussische Minderheit von rund 35.000 Menschen (etwa 1,2 % der Bevölkerung), die mit eigenen Vereinen, Schulen und Veranstaltungen zur Pflege des belarussischen Kulturerbes beiträgt. Laut der Volkszählung von 2009 in Belarus gab es 19.091 ethnische Litauer in Belarus. Litauer sind vor allem in den Regionen Grodno und West-Witebsk konzentriert, die an Litauen grenzen, aber auch in den östlichen Regionen von Belarus gibt es litauische Bevölkerungsgruppen. Seit den 1990er Jahren wurde eine eigene Organisation für die litauische Minderheit gegründet, die zahlreiche Kulturveranstaltungen durchführt. An einigen Schulen in Belarus wird in Litauischer Sprache gelehrt.
Beide Staaten haben im November 2001 ein Abkommen zur Kulturzusammenarbeit unterzeichnet, ergänzt 2009 durch ein Abkommen zum Schutz des historischen Erbes. Auf dieser Basis finden regelmäßig Austauschprogramme und Gemeinschaftsprojekte statt. So werden beispielsweise jährlich die Tage der belarussischen Kultur in verschiedenen litauischen Städten veranstaltet, an denen zahlreiche belarussische Künstler, Ensembles und Theatergruppen teilnehmen. Im Gegenzug sind litauische Kulturschaffende bei Festivals und Veranstaltungen in Belarus präsent. Zahlreiche Museen und Bibliotheken beider Länder kooperieren direkt miteinander; so bestehen Partnerschaften zwischen Nationalmuseen in Minsk und Vilnius sowie gemeinsame Projekte zur Bewahrung des gemeinsamen historischen Erbes.

## Diplomatische Standorte
- Belarus hat eine Botschaft in Vilnius und ein Generalkonsulat in Klaipėda.
- Litauen hat eine Botschaft in Minsk und ein Generalkonsulat in Grodno.

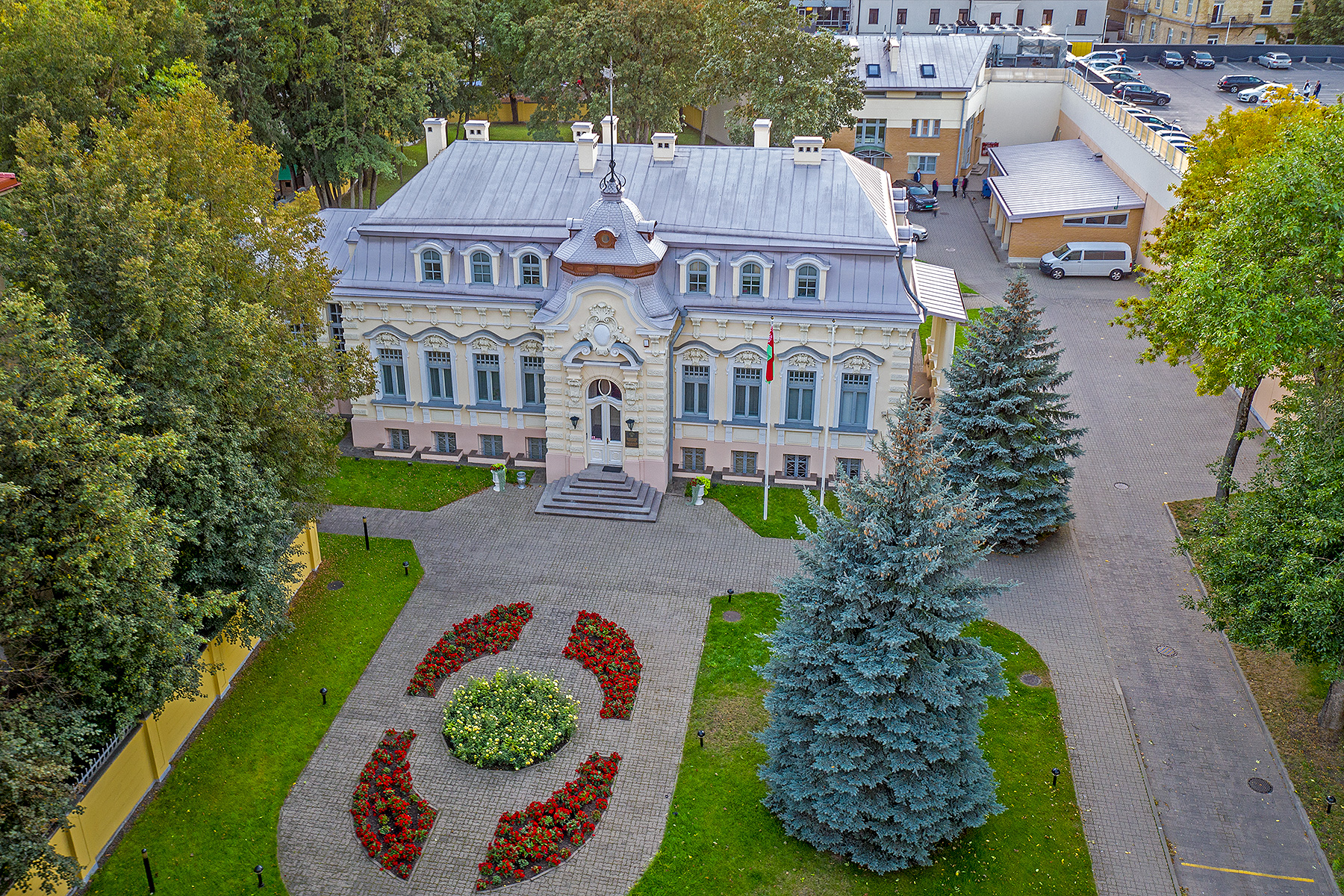
Belarussische Botschaft in Vilnius
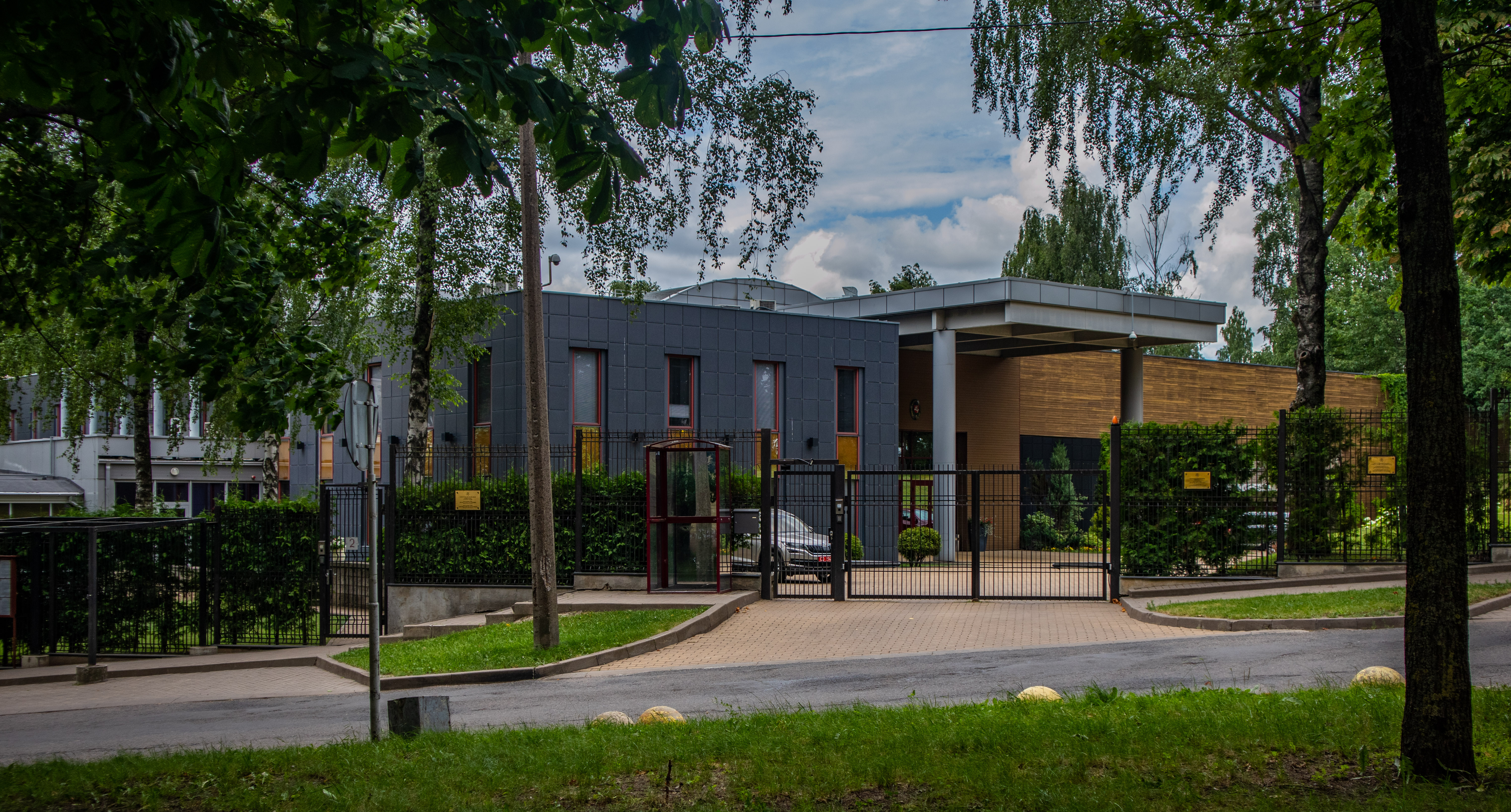
Litauische Botschaft in Minsk